# MTA2
La proteína 2 asociada a metástasis (MTA2) es una proteína codificada en humanos por el gen MTA2.
Este gen codifica una proteína que fue identificada como un componente de NuRD un complejo deacetilasa remodelador del nucleosoma, localizado en el núcleo celular de las células humanas. Muestra un patrón de expresión muy amplio y presenta unos elevados niveles de expresión en numerosos tejidos. Podría representar a un miembro de una familia pequeña de genes que codifican proteínas diferentes pero relacionadas, que están implicadas directa o indirectamente en la regulación transcripcional. Sus efectos indirectos en la regulación transcripcional podrían incluir remodelación de la cromatina. Está estrechamente relacionado con otro miembro de esta familia, una proteína que ha sido correlacionada con el potencial metastático de ciertos carcinomas. Estas dos proteínas se encuentran tan estrechamente relacionadas que comparten el mismo tipo de dominio. Estos dominios incluyen dos dominios de unión a ADN, un dominio de dimerización y un dominio típico de proteínas implicadas en la Metilación del ADN. Una de las proteínas conocidas que es una diana de MTA2 es p53. La de acetilación de p53 está correlacionada con la pérdida inhibición del crecimiento celular en células transformadas, lo que apoya un conexión entre los miembros de esta familia y el proceso de metástasis.

## Interacciones
La proteína MTA2 ha demostrado ser capaz de interaccionar con:
- HDAC1[3][4][5][6]
- HDAC2[3][7][5]
- MTA1[3]
- CHD4[3]
- RBBP7[3][5]
- RBBP4[3][5]
- MBD3[8][5][9]
- SATB1[6]